# 阮福綿官
阮福綿官（越南语：／，1827年5月21日—1847年2月3日），字則思（越南语：／），越南阮朝明命帝第三十六子，生母婕妤黎氏愛。
明命八年四月二十六日（1827年5月21日），阮福綿官在順化皇城出生。他天性淳孝，八九歲時，生母黎氏愛患病，他和同母兄阮福綿寊侍奉在側，不覺疲倦，宮中女官嘖嘖稱歎。等到出閣讀書，不僅熟練掌握經史，更在經史之外廣泛涉獵醫書。阮福綿官生來多病，時常悶悶不樂。
明命二十一年（1840年）四月，受封為建祥郡公（越南语：／）。紹治六年十二月十八日（1847年2月3日），阮福綿官去世，壽二十歲，紹治帝嘆息不已，命皇親前往賜酒，賜諡恭諒。葬於承天府香水縣居正總楊春社，在富榮縣棠英總葦野社建祠祭祀。保大十四年（1939年），追贈其為建祥公（越南语：／），改諡恭肅。

## 子女
阮福綿官有3子1女，但只有長子長大成人。後裔按御賜目字部起名。
- 長子阮福洪睦，襲封畿外侯。
  - 孫阮福膺直，襲封佐國卿。